# Гірничо-геологічний факультет ДонНТУ
Гірничо-геологічний факультет ДонНТУ, або ГГФ — один з найдавніших в історії ДонНТУ. У 2014 році реорганізований шляхом приєднання до гірничого факультету.

## Історія факультету

### Довоєнний період: 1931—1941

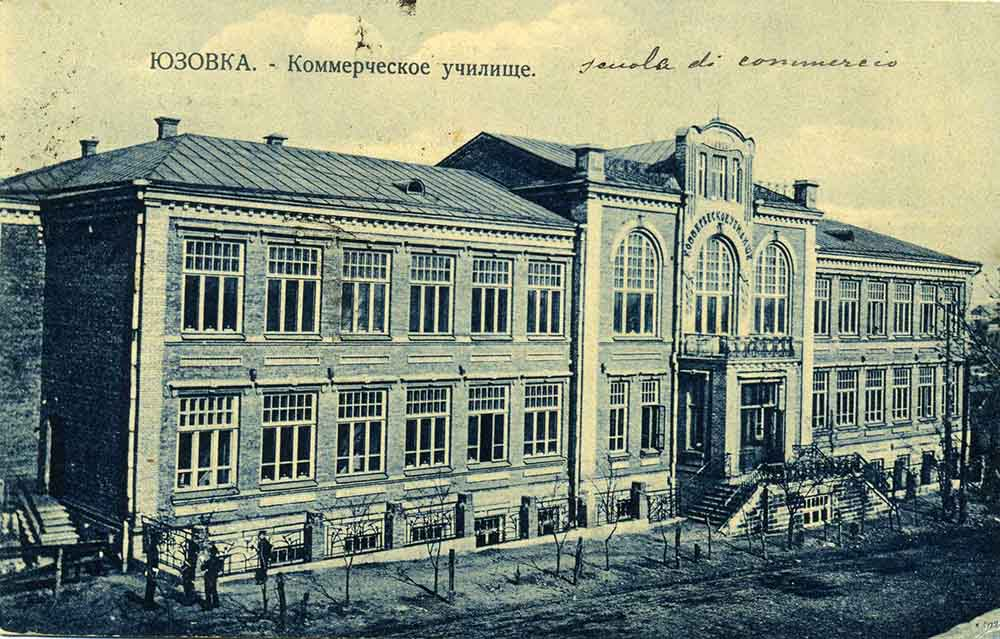
Юзівське комерційне училище, яке стало першим навчальним корпусом майбутнього ДонНТУ та ГГФ зокрема, фото 1921 року

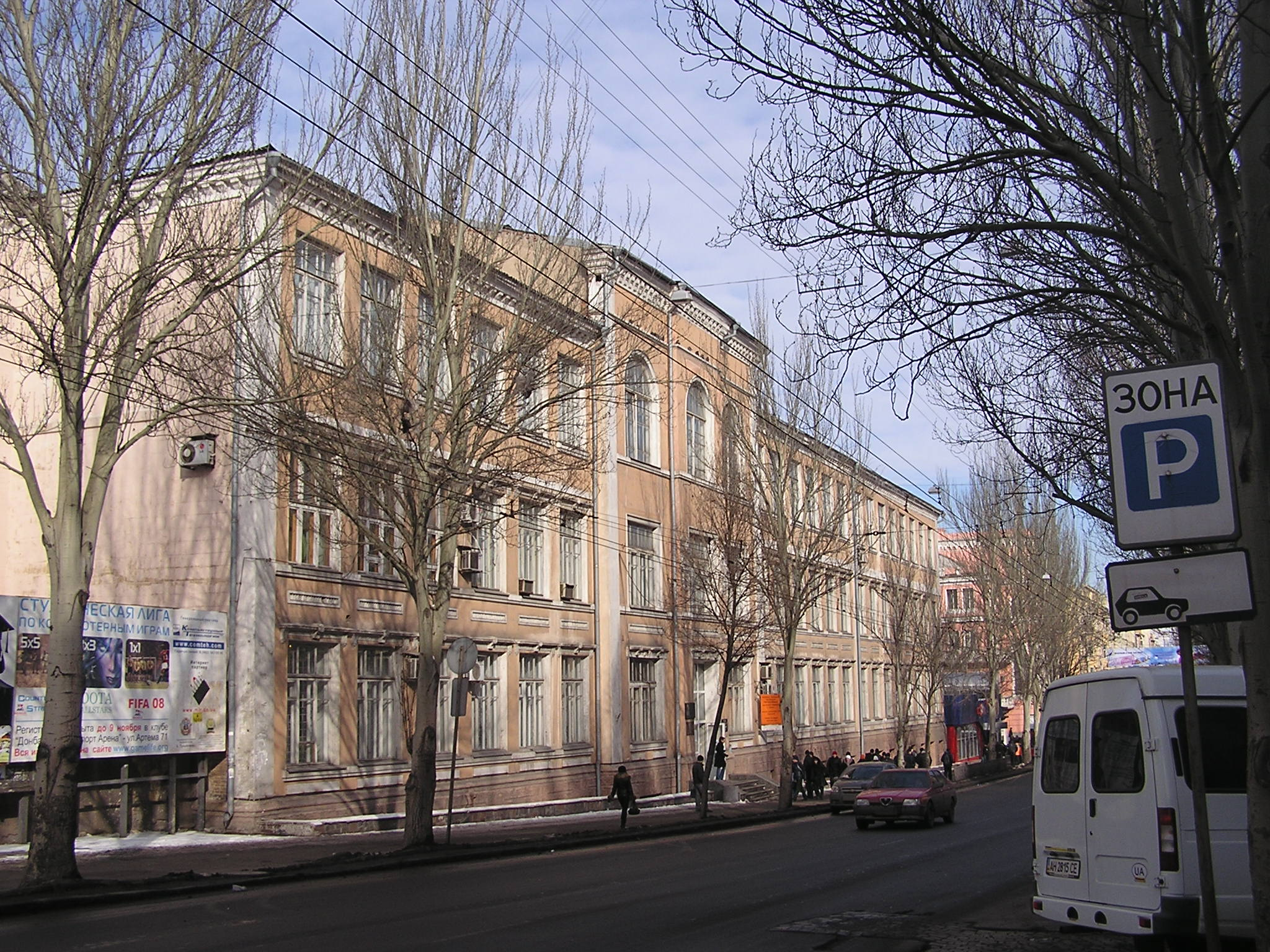
Сучасний 2-й корпус ДонНТУ, в якому розміщується кафедра кафедра геоінформатики і геодезії

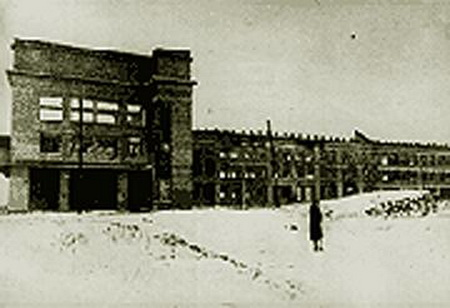
Зруйнований 3-й корпус Донецького індустріального інституту

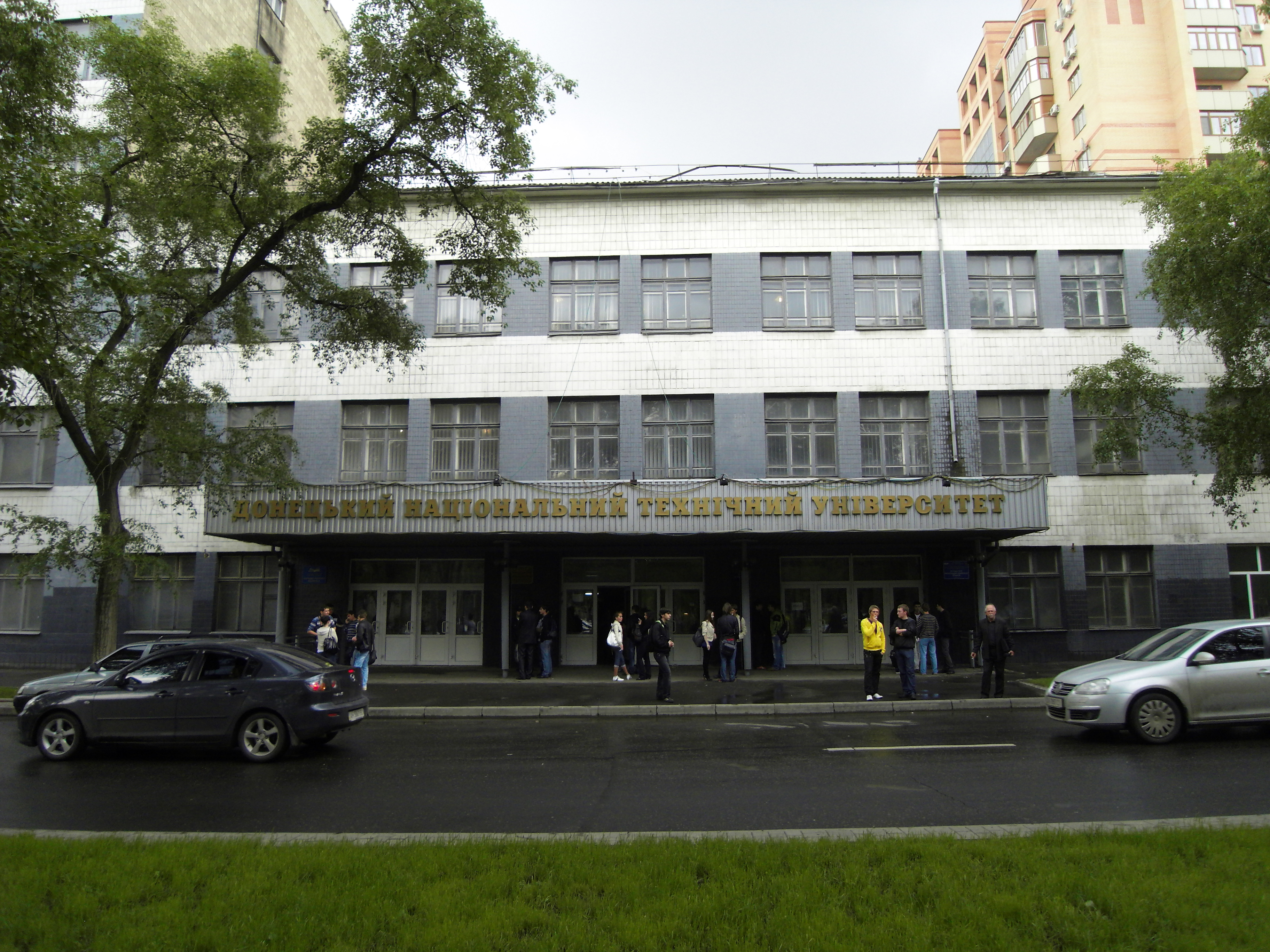
3-й корпус ДонНТУ 2010 року, крило з проспекту Ватутіна, в якому розташовується кафедра геології ГГФ

Гірничо-геологічний факультет створений 1931 року, за 10 років після створення Донецького гірничого технікуму, який на той час отримав статус інституту. Тоді були організовані гірнича кафедра та кафедра геології, яка розмістилась в історичному 2-му корпусі, колишньому комерційному училищі по вулиці Артема. Початково факультет готував гірничих інженерів та шахтобудівельників. 1940 року група Ш-1 мала 31 студента, серед них майбутні науковці університету С. А. Жеданов і В. Г. Восполіт. Перший випуск спеціалістів шахтобудівельників відбувся в 1940-х роках, серед них був завідувач кафедри В. В. Орлов.
Коли 1941 року вперше набрали на навчання студентів геологів, факультет перейменували на геологорозвідувальний.

### Доба Другої Світової війни: 1941—1944
Однак в період екзаменаційної сесії розпочалася Німецько-радянської війни, вже в перші дні багато студентів-старшокурсників, випускники, викладачі і співробітники добровольцями пішли на фронт. У серпні 1941 року на фронт мобілізовані майже всі студенти молодших курсів. Хоча частину викладачів і студентів евакуювали в місто Прокоп'євськ в Сибіру, відомо, що ніхто з геологів не евакуювався.
Однак 1943 року відбувся набір маркшейдерів і геологів, а факультет знову перейменували на гірничий. Очолила його професор, доктор технічних наук Марія Григорівна Єльяшевич. В цей час студентом факультету був майбутній академік Національної академії наук України, заслужений діяч науки і техніки України, двічі лауреат Державної премії України в галузі науки і техніки Микола Петрович Щербак, а кафедру геології в Прокоп'євську очолював доцент Поковій. У січні 1944 року відбувся перший випуск спеціалістів, вихованців Донецького індустріального інституту в Сибіру.

### Післявоєнне відновлення і розширення факультету: 1944—1959
Коли того самого 1944 року факультет знову повернувся в Донецьк, він отримав свою попередню назву геологорозвідувальний. Факультет очолив доцент Петро Якович Таранов. Деякі зі студентів геологів, що не виїхали в Прокоп'євськ, поновились і закінчили навчання 1948 року.
Впродовж 1944—1945 навчального року геологи через брак викладачів (кафедру геології представляв тільки її завідувач, доцент, кандидат геолого-мінералогічних наук В. М. Яковлев) навчалися в Дніпропетровському гірничому інституті. В подальшому для викладання на кафедрі геології запросили академіків АН УРСР В. І. Лучицького та Б. І. Чернишова, які прочитали курси лекцій з петрографії, палеонтології та стратиграфії. Також на кафедрі геології працювали М. М. Кулик, К. П. Артемова, Н. В. Вельмін, М. І. Новичкова. Завідувачем кафедри маркшейдерської справи та геодезії був Я. І. Парельштейн.
У жовтні 1945 року Мінвугілля направило в Донецький індустріальний інститут кандидата геолого-мінералогічних наук І. Л. Нікольського, який 1946 року очолив кафедру геології, того самого року виокремилась кафедра мінералогії, її очолив М. М. Кулик. 1947 року кафедра геології значно поповнилася кваліфікованими кадрами: на чолі кафедри стала професор О. Ф. Нейман, одна з перших жінок-геологів Радянського союзу, співробітниками кафедри стали доцент В. В. Пермяков і М. М. Пономарьова. Під керівництвом О. Ф. Нейман відновлений геологічний музей кафедри (закуплені зразки різноманітних гірських порід і колекції мінералів, художні картини, що відбивають головні етапи розвитку біосфери інші наочні посібники), а головне усталився науковий напрямок кафедри — геологія і вугленосність палеозою Північного Кавказу і Донбасу.
За період 1948—1951 року співробітники факультету відновили геологічну і маркшейдерську документацію Микитівського ртутного поля, втрачену в роки війни. Керували комплексом робіт завідувач кафедри маркшейдерської справи Дмитро Миколайович Оглоблін (нині кафедра носить його ім'я) та І. Л. Нікольський. Професор О. Ф. Нейман керувала зйомкою та з'ясуванням вугленосності Теберди, Карачаєво-Черкесія. Пізніше аналогічні дослідження проведені в Кривбасі, Зангезурі, на Коунрадському родовищі молібдену, Каджаранському мідно-молібденовому і Тирниаузькому вольфрамо-молібленовому родовищах.
До 1951 року ДІІ практично цілком відновлений, і початок 1950-х років позначився швидким розширенням ГГФ. 1951 року із кафедри геології виокремилась кафедра розвідки родовищ корисних копалин (рос. разведки МПИ, або рос. РМПИ), яку очолив І. Л. Нікольський. Ще 1949 року професор Нейман запросили працювати в Києві, і кафедру геології очолив В. В. Пермяков. 1952 року гірничо-геологічний факультет вперше прийняв для навчання іноземних студентів на спеціальності геологія, маркшейдерська справа та шахтне будівництво. 1957 року кафедру геології очолив Л. П. Нестеренко. Пізніше нею керував доцент І. І. Цабут, а з 1989 року — доцент В. І. Таранець.
1953 року деканом факультету призначений В. К. Куликовський. Того самого 1953 року з кафедри маркшейдерії виокремилась кафедра геодезії, сприянням Д. І. Оглобліна в короткий термін оснащена необхідною матеріально-технічною базою. Обидві кафедри працювали над удосконаленням методів зйомки, рнозробляли методику ведення робіт на високогірних рудниках Північного Кавказу, на основі цих досліджень докторські дисертації захистили І. Я. Рейзенкінд, С. Г. Могильний, Ю. Ф. Креніда, Ю. М. Гавриленко. До 1971 року кафедрою завідував професор І. Я. Рейзенкінд, до 1981 року — Д. В. Брежнєв, а з 1981 року донині очолює С. Г. Могильний.
1955 року факультет перейменований на шахтобудівничо-маркшейдерський. З 1957 року деканом призначений доцент В. В. Орлов. У цей період навчальні посібники співробітників факультету видаються болгарською, китайською мовами.

### У складі гірничого факультету: 1959—1967
1951 року факультет об'єднано із гірничим через надлишок у промисловості спеціалістів геологів. Тоді гірничий факультет очолював В. К. Медунов, а потім М. П. Зборщик. 1964 року кафедра геології увійшла до складу кафедри розвідки РКК. Водночас шляхом об'єднання створено кафедру «Проведення і кріплення гірничих виробок і буровибухові роботи». Завідував кафедрою до 1971 року професор П. Я. Таранов. 1964 року створена лабораторія буропідривних робіт із вибуховою камерою, унікальна тим, що в ній вперше на терені Радянського Союзу у навчальних цілях проводились підривні роботи із застосуванням справжніх вибухових речовин. Вже 1966 року відбувся перший набір студентів на спеціальність «Техніка і технологія розвідки РКК» на кафедру розвідки РКК.
В цей час співробітники останньої вели широку науково-дослідну роботу: професор Нікольський займався виявленням закономірностей розміщення родовищ корисних копалин і прогнозуванням при пошуках і розвідці в Донбасі, спільно із Б. С. Пановим — досліджував рудоносність Нагольного кряжу; доцент Г. Є. Пілюченко вивчав вугленосність Донбасу; Л. П. Нестеренко — палеогеографію Донбасу; М. М. Пономарьова розробила спеціальні методи вивчення рудних мінералів; Б. І. Воєвода, геолог та геофізик за освітою, вчений та практик у сфері петрофізики вугленосних родовищ і регіональної геоекології, вивчав вплив геодинамічних процесів та умови виникнення й розвиток аварій на гідротехнічних спорудах Донбасу; Борис Семенович Панов тривалий час працював у Гвінеї, стажувався в Канаді, здійснив масштабні дослідження мінералогенії Донбасу, Дніпровсько-Донецької западини й інших регіонів, виявив нові рудні і нафтогазоносні поля Євразії, створив цілу наукову школу з вивчення мінералогенії зон тектонічної активності земної кори.

### Відновлення факультету і подальше розширення: 1967—1970
1967 року факультет відновлений під назвою геолого-маркшейдерський. Очолив факультет Є. Л. Серік, 1968 року його замінив доцент М. П. Беспалий. На факультеті продовжували навчати шахтобудівельників, маркшейдерів, буровиків, також відновлено прийом студентів-геологів. 1970 року кафедра «Проведення і кріплення гірничих виробок і буровибухові роботи» перейменована на кафедру «Будівництво шахт і підземних споруд». В період 1971—1987 років кафедрою завідував О. Г. Гузєєв.
1970 року організована кафедра Технології і техніки геологорозвідувальних робіт (або ТТГР). Першим її завідувачем був доцент Г. І. Неудачин.
З 1969 року кафедра розвідки РКК спільно із науковцями Фрайберзької гірничої академії почала роботи з аналізу закономірностей просторового розміщення рудних родовищ (тривали до 1990 року), за результатами яких видано два варіанти навчального посібника «Введення в геологію і розвідку РКК» (автори Нікольський, Панов, Вольф, Бауманн). В. О. Корчемагін вдосконалив методику тектонофізичного аналізу, яку застосував, вивчаючи історію тектонічного розвитку Донбасу.
1969 рік позначився також переведенням у склад факультету кафедри німецької та французької мов. Кафедру очолила Кербс Б .Г.. Нині кафедру очолює Левченко Г. Г..

### Розвиток факультету в 1970—1980-ті
В цей період під керівництвом Г. І. Неудачина співробітники кафедри ТТГР А. В. Коломоєць, О. І. Калініченко, Пилипець В. І., В. С. Фоменко, П. В. Зибінський розробили унікальний комплекс механізмів з гідроприводом для буріння, ліквідації аварій і відкачування рідини з глибоких свердловин.
Г. І. Неудачин, А. В. Коломоєць, О. І. Калініченко, П. В. Зибінський, В. С. Фоменко займалися розробкою і впровадженням гідроударних бурових установок для розвідки шельфових родовищ в Баренцевому, Балтійському, Чорному морях і Тихому океані.
Г. І. Неудачин і В. І. Пилипець розробили унікальні заглибні насоси для відкачування забруднених вод із свердловин і стовбурів шахт.
Г. І. Неудачин, А. В. Коломоєць, О. І. Калініченко, В. І. Пилипець створили технічні засоби для попередження і ліквідації аварій у свердловинах. Конструкції механізмів виконані за схемами, які захищені 24 авторськими свідоцтвами на винаходи. Результати проектування і промисловий досвід експлуатації пристроїв висвітлені в десятках наукових статей кафедри та монографіях.
1976 року, враховуючи напрямки і особливості підготовки спеціалістів, факультет знову отримав назву гірничо-геологічний.
В 1977 році кафедру ТТГР очолив доцент, згодом професор, Л. М. Івачов, відомий науковець в галузі промивання і тампонування геологорозвідувальних свердловин, автор кількох монографій і відомого підручника "Промывочные жидкости и тампонажные смеси" (1987). Л. М. Івачов — лауреат Державної премії СРСР в галузі науки і техніки 1984 року.
До 1980 року виконана масштабна робота з удосконалення технології підземного буріння свердловин у вугільних шахтах під керівництвом О. С. Юшкова. За договором із ВО «Укрвуглегеологія» розроблені засоби направленого буріння свердловин.
1981 року на кафедрі ТТГР створена лабораторія морського буріння, очолив лабораторію В. С. Фоменко.
1988 року кафедру ТТГР очолив її випускник доцент, згодом професор,  О. І. Калініченко.
В ці роки на кафедру прийшло багато молодих вчених — випускників кафедри, серед яких були і А. А. Каракозов (очолив кафедру в 2000 році) та В. А. Русанов (письменник-фантаст).  
За період до 1991 року співробітники кафедри і лабораторії отримали понад 200 авторських свідоцтв на винаходи.
1982 року на факультеті за ініціативою С. Г. Могильного заснована спеціальність «Прикладна геодезія», пізніше розпочалась підготовка фахівців за спеціальностями «Геоінформаційні технології» та «Земельний кадастр».
Від 1987 року під керівництвом завідувача кафедрою шахтного будівництва професора Большинського М. І. удосконалюються технології спорудження стовбурів і горизонтальних виробок, а також розроблена екологічно чиста технологія будівництва шахт, розроблена та опублікована теорія раптових викидів вугілля, породи і газу.

### Сучасність: 1990-2014
1992 року на факультеті організована кафедра культурології. Очолив її доцент М. П. Рагозін. 1995 року в зв'язку із реорганізацією кафедра німецької та французької мови і кафедра культурології передані іншим факультетам.
1994 року гірничо-геологічний факультет очолив Лауреат Державної премії України професор А. М. Брижанєв, а після його смерті в 1997 р. факультет очолив доцент О. І. Калініченко. 2008 року деканом факультету обраний А. А. Каракозов.
2009 року факультет об'єднаний із гірничим факультетом та кафедрою «Збагачення корисних копалин» в Інститут гірництва і геології ДонНТУ, відповідно до принципів Болонської конвенції (наказ № 53-07 від 04.11.2009 р.) з метою підвищення якості навчального процесу та ефективності науково-дослідної роботи. 2010 року Інститут гірничої справи і геології реорганізований шляхом утворення в його складі гірничого та гірничо-геологічного факультетів. Деканом факультету став Артур Аркадійович Каракозов, завідувач кафедри ТТГР.
Після реорганізації кафедра будівництва шахт та підземних споруд була передана на гірничий факультет.
2010 року на 11 Міжнародному форумі «Високі технології XXI століття» в Москві розробка гідроударних установок для буріння свердловин на шельфі (О. І. Калініченко, А. А. Каракозов) нагороджена срібною статуеткою «Святий Георгій».
Кафедри факультету очолюють: геоінформатики і геодезії — професор, д.т. н. С. Г. Могильний; геології — доцент, к. г-м. н. В. І. Таранець; маркшейдерської справи — професор, д.т. н. М. М. Грищенков; корисних копалин і екологічної геології — професор, д.г.н. Т. П. Волкова; технології та техніки геологорозвідувальних робіт — доцент, к. т. н. А. А. Каракозов.
Провідні науковці факультету, доктора наук: маркшейдери Ю. М. Гавриленко, Ю. Ф. Креніда, А. А. Шоломицький, буровик О. І. Калініченко, геологи В. О. Корчемагін, В. І. Альохін, В. О. Привалов, геомеханік В. В. Назимко.
Станом на 2014 рік у складі факультету діяли кафедри, що готували і випускали фахівців спеціалістів та магістрів за спеціалізаціями:
- Кафедра геоінформатики і геодезії
  - Геодезія ІГ
  - Геоінформаційні системи та технології ГІС
  - Землевпорядкування та кадастр ЗК
- Кафедра геології
- Кафедра маркшейдерської справи
  - Маркшейдерська справа МД
- Кафедра корисних копалин і екологічної геології
  - Геологія (Геологічна зйомка, пошуки та розвідка) ГР
  - Геологія (Економічна геологія) ГРЭ
- Кафедра технології та техніки геологорозвідувальних робіт
  - Буріння свердловин БС
  - Буріння свердловин (технологія і техніка розвідки родовищ корисних копалин) ТТР

У грудні 2014, після переміщення та поновлення діяльності університету в м. Покровськ, факультет реорганізовано шляхом приєднання до гірничого факультету.